# Unie van Democratische Krachten
De Unie van Democratische Krachten (Bulgaars: Съюз на демократичните сили (Сдс), Sajoez na demokratichnite sili (SDS)), is een Bulgaarse politieke partij.

## Geschiedenis
Aan het einde van de jaren 80 werden er in Bulgarije enkele clubs opgericht met een oppositioneel karakter. De bekendste van hen waren Eco-glasnost en de Club voor Steun aan de Perestrojka en Glasnost. Dit waren echter geen politieke partijen maar non-gouvernementele organisaties die zich inzetten voor de burgerrechten, mensenrechten, vrijheid van meningsuiting, het milieu etc. Pas in november 1989, na de val van het communistische regime van Todor Zjivkov, sloten een aantal clubs, groepen en individuen zich aaneen in de Unie van Democratische Krachten (SDS). De SDS was echter geen homogene partij, zij bestond uit liberalen, monarchisten, anarchisten, sociaaldemocraten, christendemocraten enz. Het enige dat zij gemeen hadden was hun anticommunisme. Pas in een later stadium werd de SDS een homogene partij van liberaal en christendemocratisch karakter.
De SDS verloor de eerste vrije verkiezingen van 10 en 17 juni 1990. De Bulgaarse Socialistische Partij (de vroegere communisten) wonnen, maar de SDS deed het wel goed in de (grote) steden. De BSP verwierf 211 zetels van de 400 zetels tellende Narodno Sobranie (Nationale Vergadering) en de SDS 144. Zij werd hiermee wel de tweede partij. De SDS weigerde toe te treden tot een socialistische regering en voerde harde oppositie tegen de in juni 1990 aangetreden BSP-regering onder Loekanov. De socialistische president Petar Mladenov moest in juli 1990 na een schandaal aftreden en in zijn plaats werd de SDS'er Zjeljoe Zjelev gekozen.
Op 29 november 1990 bood premier Loekanov zijn ontslag aan. Zijn opvolger (sinds 20 december) werd de partijloze Dimitur Popov. De SDS nam zitting in deze regering. Op 8 november 1991 werd Filip Dimitrov van de SDS minister-president. Dimitrov hoopte via een "schoktherapie" de economie weer op de rails te krijgen. Zijn neoliberale beleid leidde tot veel onrust onder de bevolking. Ook de heksenjacht tegen de excommunisten die onder de SDS-regering plaatsvond vond niet veel medestanders. In december 1992 werd de regering via een motie van wantrouwen ten val gebracht. De SDS had geen zitting in het daaropvolgende BSP/Beweging voor Rechten en Vrijheden. In 1995 won de BSP de verkiezingen en Zjan Videnov van de BSP werd premier. Videnov draaide een aantal maatregelen van de DSD-regering terug en maakte geen haast met de economische hervormingen. Onder Videnov's regering tierde de corruptie en criminaliteit weelderig. Aan het einde van 1996 werden er parlementsverkiezingen gehouden die met 55% van de stemmen werd gewonnen door de SDS. Ook werd de SDS'er Petur Stojanov tot president gekozen als opvolger van Zjelev. Op 21 mei 1997 werd Ivan Kostov, de voorzitter van de SDS minister-president. Hij voerde op rustig tempo economische hervormingen door. In 1999 ging al redelijk goed met de Bulgaarse economie en werd Bulgarije door de EU uitgenodigd om besprekingen te voeren over het toekomstige lidmaatschap van de unie.
De hervormingen van Kostov zorgden er weliswaar voor dat er economische vooruitgang werd geboekt, maar dit alles ging wel ten koste van de sociale zekerheid. Bij de parlementsverkiezingen van 2001 leed de SDS dan ook een nederlaag. De partij behaalde als onderdeel van Verenigde Democratische Krachten (ODS) 18,2% van de stemmen, dat is 51 van de 240 zetels in de Narodno Sobranie. De grote winnaar van de verkiezingen was de Nationale Beweging Simeon II van Simeon Sakskoburggotski, de vroegere koning Simeon II.
Na de verkiezingsnederlaag werd Kostov als partijvoorzitter vervangen door Ekaterina Michailova (2001-2002) die op haar beurt werd opgevolgd door Nadezja Michailova (2002-2005). Oud-voorzitter Kostov was ontevreden over de koers van Nadezja Michailova en trad uit de partij. Hij richtte een nieuwe partij op, Democraten voor een Sterk Bulgarije.
Bij de parlementsverkiezingen van 25 juni 2005 ging de ODS/SDS weer verder achteruit. De partij verwierf nog maar 8,4% van de stemmen, dat is 20 van de 240 zetels. De ODS/SDS werd opnieuw buiten de regering gehouden. Het huidige Bulgaarse kabinet onder Sergej Stanisjev bestaat uit de BSP, de Beweging voor Rechten en Vrijheden (liberale partij van de Turkse minderheid) en de NDSV van Simeon Sakskoburggotski.
In 2005 werd Petur Stojanov, president van 1997 tot 2001, tot voorzitter van de ODS/SDS gekozen.

## Verkiezingsuitslagen
- Als onderdeel van de Verenigde Democratische Krachten (1997-heden).

| Zetelverdeling 1990-heden |
| ------------------------- |
| 1990: 144                 |
| 1991: 110                 |
| 1994: 69                  |
| 1997: 137                 |
| 2001: 51                  |
| 2005: 20                  |

## Voorzitters
Voorzitters van de Coördinerende Raad van de SDS
- Zjeljoe Zjelev — 1989-1990
- Peter Beron — 1990
- Filip Dimitrov — 1990-1994
- Ivan Kostov — 1994-1997

Voorzitters van de ODS
- Ivan Kostov — 1997-2001
- Ekaterina Michailova — 2001-2002
- Nadezja Michailova — 2002-2005
- Petar Stojanov — sinds 2005

## Voetnoten
1. ↑  [De SDS is de grootste partij binnen de Verenigde Democratische Krachten en de voorzitter van de SDS is tevens voorzitter van de ODS.]